# Actinocephalus ramosus
Actinocephalus ramosus är en gräsväxtart som först beskrevs av Johan Emanuel Wikström, och fick sitt nu gällande namn av Paulo Takeo Sano. Actinocephalus ramosus ingår i släktet Actinocephalus och familjen Eriocaulaceae. Inga underarter finns listade i Catalogue of Life.